# Едуард Август Фріман
Едуа́рд Фрі́ман (* 2 серпня 1823 — † 16 березня 1892) — англійський історик.
Був професором нової історії в Оксфордському університеті.
Серед праць: «Історична географія Європи» (1881). Переклад російською мовою здійснила Марія Лучицька (видано в Москві 1892 року).